# 斯沃寧頓 (印地安納州)
斯沃寧頓（英語：Swanington）是位於美國印地安納州本頓縣的一個非建制地區。該地的面積和人口皆未知。

## 地理
斯沃寧頓的座標為40°35′00″N 87°16′38″W / 40.58333°N 87.27722°W，而該地的平均海拔高度為245米（即804英尺）。